# 1835 en musique classique
| \| • Retour à la chronologie générale de la musique classique • \| |
| Grèce • Rome • Haut Moyen Âge • VIIIe siècle • IXe siècle • Xe siècle • XIe siècle XIIe siècle • XIIIe siècle • XIVe siècle • XVe siècle • XVIe siècle • XVIIe siècle XVIIIe siècle • XIXe siècle • XXe siècle • XXIe siècle |
| • Retour à la chronologie générale de la musique classique • |

| Années en musique classique : 1832 - 1833 - 1834 - 1835 - 1836 - 1837 - 1838    |
| Décennies en musique classique : 1800 - 1810 - 1820 - 1830 - 1840 - 1850 - 1860 |

Cet article présente les faits marquants de l'année 1835 en musique.

## Événements
- 25 janvier : I puritani, opéra de Vincenzo Bellini, créé au Théâtre-Italien de Paris.
- 23 février : La Juive, opéra de Jacques Fromental Halevy, créé à l'Académie royale de musique.
- 12 mars : Marino Faliero, opéra de Gaetano Donizetti, créé au Théâtre-Italien de Paris.
- 21 mars : Carlo di Borgogna de Giovanni Pacini, à La Fenice de Venise
- 23 mars : Le Cheval de bronze, opéra de Daniel François Esprit Auber, créé à l'Opéra-Comique.
- 13 juillet : création de Marsa (it) de Coccia, à Naples
- 26 septembre : Lucia di Lammermoor, opéra de Gaetano Donizetti, créé au teatro San Carlo de Naples.
- 26 décembre : Gli Illinesi de Pietro Antonio Coppola, au teatro Regio de Turin

Date indéterminée
- Hector Berlioz est engagé comme critique musical dans Le Journal des Débats. Il y écrira des articles pendant 30 ans.
- Invention du tuba.

## Prix de Rome
1er Prix : Ernest Boulanger, 2e Prix : Vincent Delacour, avec la cantate Achille.

## Naissances

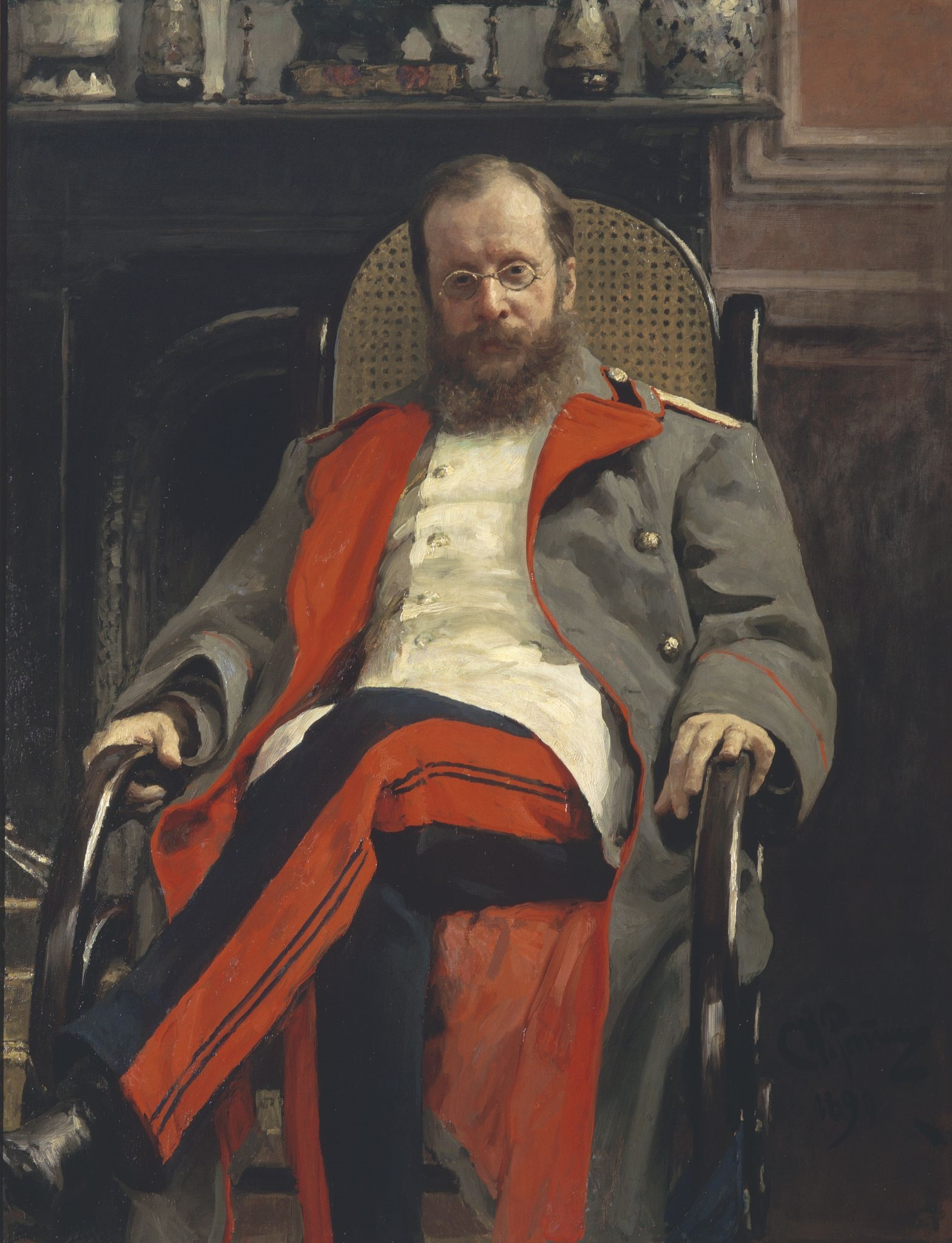
César Cui

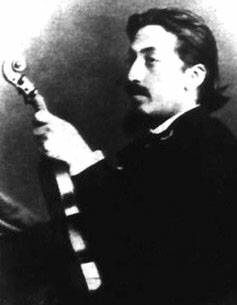
Henryk Wieniawski

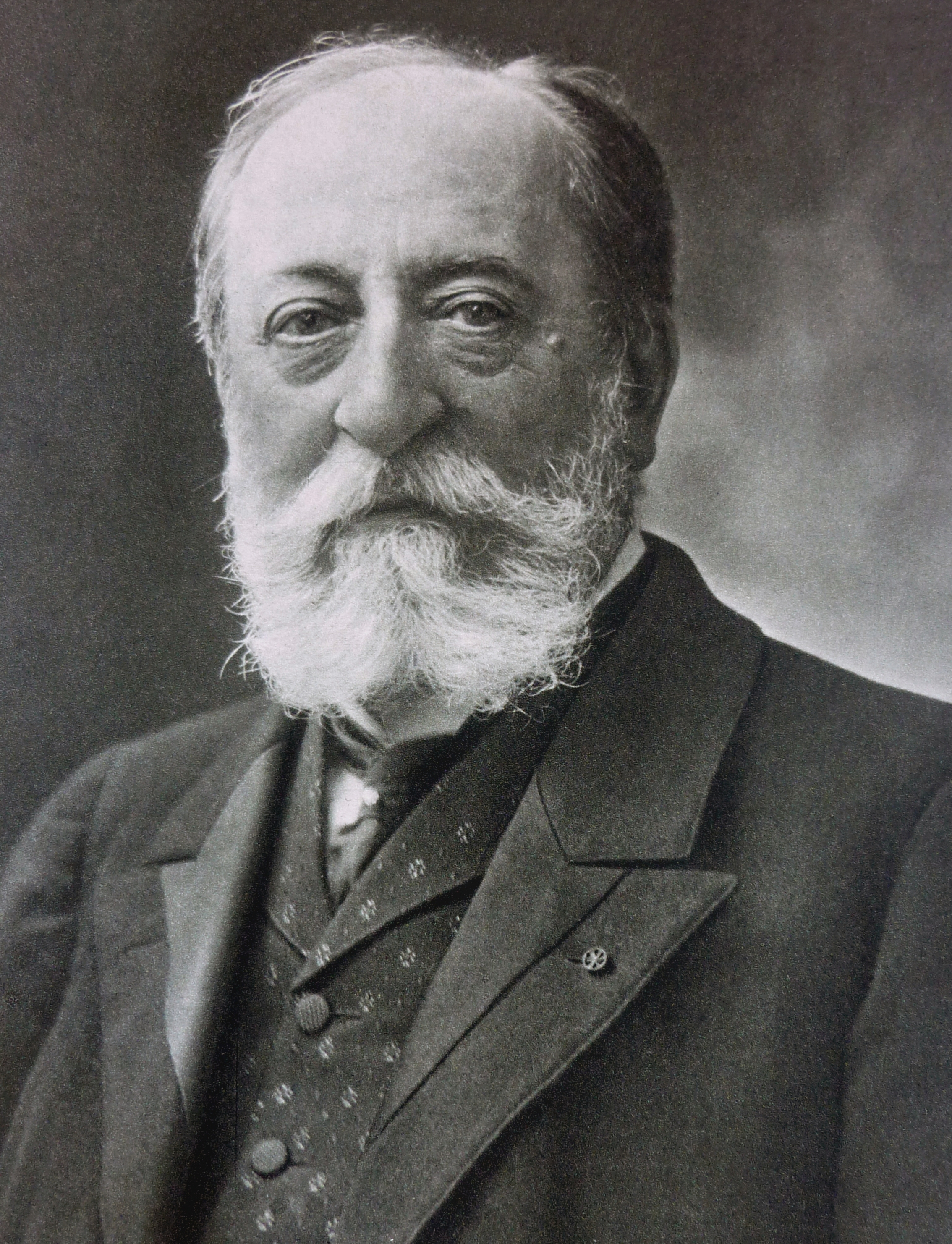
Camille Saint-Saëns

- 7 janvier : Charles Constantin, chef d'orchestre et compositeur français († 27 octobre 1891).
- 14 janvier : Felix Otto Dessoff, chef d'orchestre et compositeur allemand († 28 octobre 1892).
- 18 janvier : César Cui, compositeur russe († 26 mars 1918).
- 31 janvier : Charlotte Rollé-Jacques, compositrice française († 19 octobre 1914).
- 14 février : Louis Gallet, librettiste et auteur dramatique français († 16 octobre 1898).
- 26 février : Adolphe Danhauser, pédagogue, théoricien de la musique et compositeur français († 9 juin 1896).
- 7 mars : José Ferrer, guitariste et compositeur espagnol († 13 mars 1916).
- 8 mars : Hans von Rokitansky, chanteur d'opéra autrichien, basse († 2 novembre 1909).
- 15 mars : Eduard Strauss, compositeur autrichien († 28 décembre 1916).
- 19 mars : Franz Betz, baryton-basse allemand († 11 août 1900).
- 22 mars : Joan Baptista Pujol, pianiste, compositeur et pédagogue catalan († 28 décembre 1898).
- 24 mars : August Winding, compositeur, pianiste et pédagogue danois († 16 juin 1899).
- 25 mars : Franz Nachbaur, ténor allemand († 21 mars 1902).
- 28 mars : Ludwig Straus, violoniste autrichien († 23 octobre 1899).
- 30 mars : Bernhard Scholz, chef d'orchestre, compositeur et professeur de musique allemand († 26 décembre 1916).
- 7 mai : Jules Prével, journaliste et librettiste français († 13 septembre 1889).
- 14 juin : Nikolaï Rubinstein, compositeur, pédagogue et pianiste russe († 23 mars 1881).
- 17 juin : Émile Wróblewski, pianiste et compositeur polonais († 14 décembre 1912).
- 28 juin : Adélard Joseph Boucher, éditeur, importateur, chef de chœur, organiste, chef d'orchestre, musicographe, compositeur, professeur de musique et numismate québécois († 16 novembre 1912).
- 10 juillet : Henryk Wieniawski, violoniste, pédagogue et compositeur polonais († 31 mars 1880).
- 21 juillet : Désirée Artôt, mezzo-soprano belge († 3 avril 1907).
- 20 août : Oscar Stoumon, compositeur, critique musical, dramaturge et directeur de théâtre belge († 20 août 1900).
- 7 octobre : Felix Draeseke, compositeur et pédagogue allemand († 26 février 1913).
- 9 octobre : Camille Saint-Saëns, compositeur français († 16 décembre 1921).
- 11 octobre : Theodore Thomas, chef d'orchestre, violoniste allemand († 4 janvier 1905).
- 17 octobre : Max Schlosser, ténor allemand († 2 septembre 1916).
- 23 octobre : Pauline Thys, compositrice française († 5 septembre 1909).
- 2 novembre : Jules Cohen, compositeur français († 13 janvier 1901).
- 9 novembre :
  - Davorin Jenko, compositeur et chef d'orchestre slovène († 25 novembre 1914).
  - Jean-Théodore Radoux, compositeur, bassoniste et pédagogue belge († 20 mars 1911).
- 7 décembre : Joseph Pothier, prélat et liturgiste français, réformateur du chant grégorien († 8 décembre 1923).
- 12 décembre : Georges Pfeiffer, pianiste et compositeur français († 14 février 1908).

Date indéterminée

## Décès

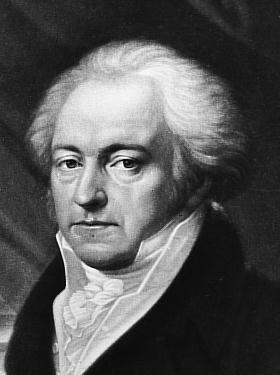
Joseph Sonnleithner

- 20 janvier : Benoit Tranquille Berbiguier, flûtiste, pédagogue et compositeur français (° 21 décembre 1782).
- 22 janvier : Marie-Alexandre Guénin, compositeur, violoniste, et pédagogue français (° 20 février 1744).
- 2 avril : François-Joseph Naderman, harpiste classique (° 5 août 1781).
- 3 août : Wenzel Müller, compositeur et chef d'orchestre autrichien (° 26 septembre 1767).
- 25 août : Franz Seraph Cramer, compositeur et flûtiste allemand (° 14 février 1783).
- 23 septembre : Vincenzo Bellini, compositeur italien (° 3 novembre 1801).
- 21 novembre : Francesca Maffei Festa, soprano italienne (° 1778)
- 25 décembre : Joseph Sonnleithner, librettiste, directeur de théâtre, archiviste et juriste autrichien (° 3 mars 1766).